# Giovanni Battista Benedetti

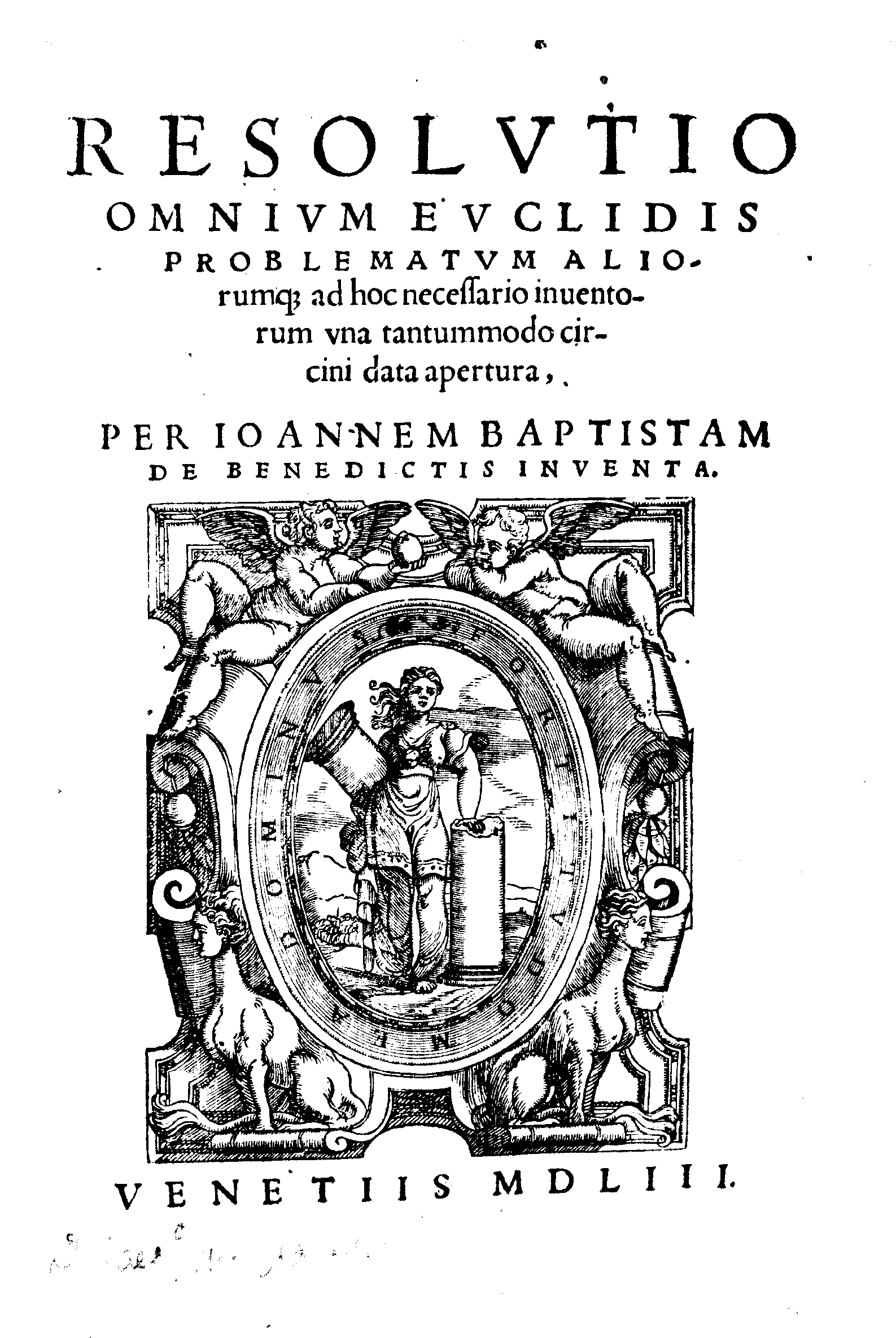
Resolutio omnium Euclidis problematum, 1553

Giovanni Battista Benedetti (* 14. August 1530 in Venedig; † 20. Januar 1590 in Turin) war Mathematiker, Physiker, Astronom, Architekt und Philosoph. Er ist bekannt als ein Vorläufer von Galileo Galilei in der Theorie des freien Falls und in der Kritik der Mechanik des Aristoteles.

## Leben
Unterrichtet wurde Benedetti, der aus besseren venezianischen Kreisen stammte, von seinem Vater, der selbst sehr an Philosophie und den Naturwissenschaften interessiert war und von spanischer Herkunft. Nicolo Tartaglia unterwies ihn von 1546 bis 1548 in den ersten vier Büchern der Elemente des Euklid. Alles übrige habe er mit eigener Mühe und Arbeit untersucht, denn für den Wissbegierigen sei nichts schwer (Moritz Cantor: Vorl. über die Geschichte der Mathematik, Band 2 Kap. 67, S. 566). Er besuchte keine Universität.
1558 wurde Benedetti Hofgelehrter und -mathematiker von Ottavio Farnese, Herzog von Parma. In dieser Zeit überwachte er öffentliche Baumaßnahmen, führte astronomische Beobachtungen und astrologische Arbeiten durch und berechnete unter anderem Sonnenuhren (3). Während dieser Zeit wurde er nur sporadisch bezahlt, konnte das aber überbrücken, da er von Haus aus wohlhabend war. 1559/60 hielt er in Rom Vorlesungen über Aristoteles.
1567 folgte er einer Einladung des Herzogs von Savoyen, Emanuel Philibert nach Turin, wo er bis zu seinem Tod lebte. Sein Ruf als Mathematiker war inzwischen durch seine Schriften gefestigt. In Turin hielt er auch Vorlesungen an der Universität und galt als guter Lehrer in der Mathematik (er bezeichnete sich aber nie als Professor, wozu auch eigentlich ein Universitätsabschluss nötig war). Der Herzog war sehr an der Förderung der Wissenschaften interessiert und am Ausbau der Infrastruktur. Benedetti war sein Berater und auch als Ingenieur beschäftigt.
Er war verheiratet – eine Tochter wurde 1554 geboren.

## Leistungen
Benedettis erste Publikation (1) aus dem Jahr 1553 behandelt geometrische Elementarkonstruktionen unter der Einschränkung einer festen Zirkelöffnung (praktisch ein eingerosteter Zirkel). Obwohl dies ein in jener Zeit beliebtes Thema unter italienischen Mathematikern (Ferrari, Gerolamo Cardano, Tartaglia) war und schon vor ihm gelöst worden war, zeichnet sich Benedettis Arbeit durch mehr Eleganz und Verständlichkeit aus. In zwei Briefen brachte Benedetti zum ersten Mal die Konsonanz und Dissonanz zweier Töne mit der Frequenz von Luftschwingungen in Verbindung. Er konstruierte Brunnen, beschäftigte sich mit einer Kalenderreform (4), kümmerte sich um Befestigungsanlagen und zeigte sich in seinen Ansichten (2) über die Fallgeschwindigkeit verschiedener Körper als Vorläufer von Galilei.
Benedetti hatte seine Überlegungen zum freien Fall schon in Form eines Briefes an den spanischen Dominikaner Gabriel de Guzman (Abt von Pontelungo), mit dem er in Venedig diskutiert hatte, in seiner Resolutio von 1553 veröffentlicht, um Prioritätsansprüchen zuvorzukommen. Ausführlicher stellte er sie in seiner Demonstratio von 1554 dar.
Benedetti widerlegte hierbei die falsche Hypothese von Aristoteles, nach der ein Körper umso schneller fallen muss je schwerer er ist, mit einem einfachen Gedankenexperiment: Werden zwei fallende Kugeln mit einer (masselosen) Stange verbunden, ändert sich nichts an der Fallgeschwindigkeit, obwohl die Masse des Gesamtkörpers sich vergrößert.
Das Gedankenexperiment von Benedetti zum freien Fall erscheint auch in den Discorsi (erschienen 1638) von Galilei und wurde häufig diesem zugeschrieben. Galilei erwähnt Benedetti nicht in seinem Werk, kannte Benedettis Werk aber mit ziemlicher Sicherheit über den Philosophen Jacopo Mazzoni, mit dem er um 1590 in Pisa über Mechanik diskutierte und der nachweislich in seinen Schriften Benedetti behandelte. Einflussreich war Benedetti für Galilei nicht zuletzt als vehementer Kritiker der Mechanik des Aristoteles, wie zum Beispiel Alexandre Koyré betonte. Andererseits zeigt Galileis frühe Schrift De motu nach Stillman Drake keinen besonderen Einfluss Benedettis, der nicht auch anderen Quellen wie der mittelalterlichen Impetustheorie (Jean Buridan) zugeschrieben werden könnte.
Benedetti betrachtete auch schon Reibungseffekte beim freien Fall, die dazu führen, dass gleiche Fallgeschwindigkeiten verschieden schwerer Körper nur im Vakuum erreicht werden. Er nahm schon richtig an, dass die Reibung von der Oberflächengröße abhing.
1585 veröffentlichte er einen Sammelband verschiedener Arbeiten, unter anderem über Perspektive und Musik und über Geometrie (wie isoperimetrische Figuren, sphärische Dreiecke, reguläre Polyeder, ein Kommentar zum fünften Buch von Euklid). Er zeigte zum Beispiel, dass die Konstruktion des Pentagon mit Lineal und Zirkel fester Öffnung durch Albrecht Dürer nicht exakt ist. Es findet sich auch eine weitere Kritik der Mechanik des Aristoteles und derjenigen von Tartaglia. Benedetti schrieb hier auch als einer der Ersten explizit, dass ein Körper in Kreisbewegung nach Aufhebung der Zwangskräfte sich auf einer geraden Linie tangential zum Kreis fortbewegt. Er wiederholte auch seine Argumente zum freien Fall und fand korrekt, dass dabei eine konstante Beschleunigung wirkt. Im Gegensatz zu Galilei gab er aber keine mathematische Formulierung der Beschleunigung. Benedetti behandelte auch die Hydraulik und sagte korrekt vorher, dass sich Winde aufgrund unterschiedlicher Luftdichten, erzeugt durch unterschiedliche Erwärmung durch die Sonne, ergeben und fand eine qualitativ korrekte Erklärung für Wolken.
Auch Überlegungen zur Musik finden sich in seinem Buch von 1585, die er aber schon brieflich gegenüber dem Chormeister in Parma Cipriano da Rore 1561/62 machte. Er führte die Konsonanz und Dissonanz von Tönen auf die Überlagerung von Luftwellen, die die Musikinstrumente erzeugen, zurück. Damit hatte er Einfluss auf spätere Diskussionen bei Isaac Beeckman und Marin Mersenne.
Ein weiterer Abschnitt des Werks gab eine Darstellung der Perspektive (De rationibus operationum perspectivae), wobei er dreidimensionale Konstruktionen benutzte und auf Euklid´s Optik zurückgriff. Er korrigiert dabei auch Fehler von Dürer.
Er sagte in seinem letzten Buch auch seinen Tod für 1592 aus astrologischen Berechnungen vorher, was er auf seinem Totenbett 1590 korrigierte und auf einen Fehler in den Ausgangsdaten zurückführte.

## Werke

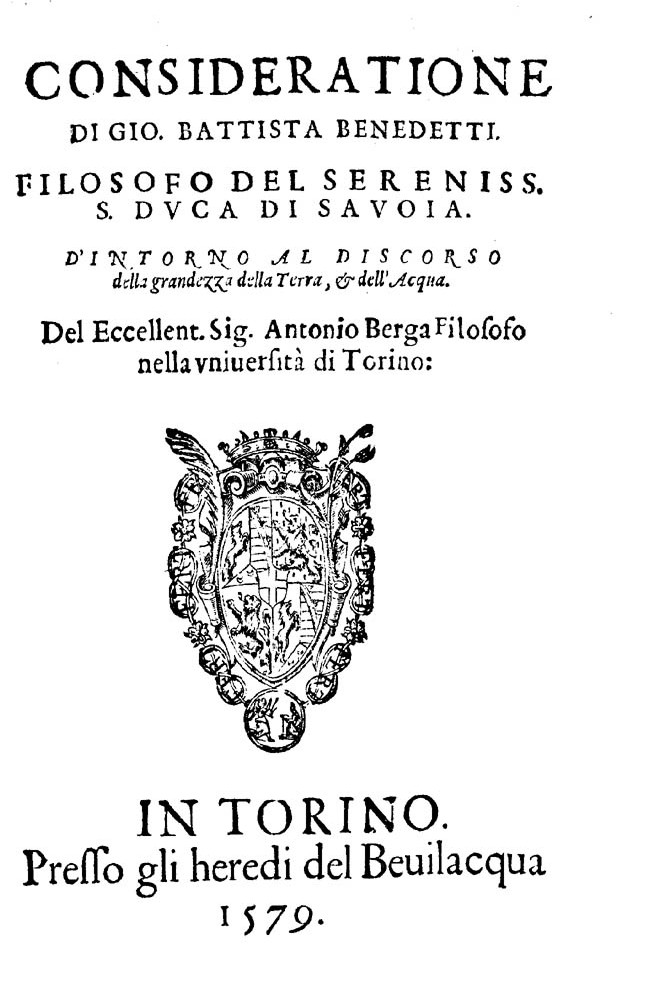
Consideratione d'intorno al discorso della grandezza della terra, e dell'acqua, 1579

- (1) De resolutione omnium Euclidis problematum aliorumque una tantummodo circuli data apertura, Venedig 1553
- (2) Demonstratio proportionum motuum localium, Venedig 1554
- (3) De gnomonum umbrarumque solarium usu liber, 1573 (über Sonnenuhren)
- (4) De temporum emendatione opinio, Augustae Taurinorum, 1578 (Kalender)
- Consideratione d’intorno al discorso della grandezza della terra e dell’ acqua di Berga, Turin 1579 (sein Beitrag zu einer zeitgenössischen Kontroverse über die relativen Volumina von Wasser und Erde; Antonio Berga war ab 1569 Philosophie Professor in Turin)
- Diversarum speculationum mathematicorum et physicarum liber, Turin 1585 (siehe hier)

Eine Sammlung von Briefen und Manuskripten von Benedetti in der Nationalbibliothek in Turin (und das einzige bekannte Porträt) wurden 1904 durch ein Feuer zerstört.